# K-opticom Building
 (octobre 2023).
Si vous disposez d'ouvrages ou d'articles de référence ou si vous connaissez des sites web de qualité traitant du thème abordé ici, merci de compléter l'article en donnant les références utiles à sa vérifiabilité et en les liant à la section « Notes et références ».
Le K-opticom Building (ケイ・オプティコムビル) est un gratte-ciel de 116 m de hauteur, situé dans l'arrondissement Chuo-ku à Osaka. Il a été construit  de 2015 à 2017.
Il abrite des bureaux sur 22 étages.
L'immeuble a été conçu par la société Takenaka Corporation